# 拍羽想
拍羽 想（はくは こころ、1997年3月26日 - ）は、日本のライブアイドル、グラビアアイドル。アイドルグループ「にぃなン」のメンバー。京都府出身。

## 略歴
専門学校に通うために上京。2016年に友人に事務所を紹介され、なし崩し的にアダルトビデオに出演。当時は適正AVなど様々なルールが未整備であったことから、出演料が支払われなかった。
Twitterを通じてスカウトされ、2018年2月から2019年5月までアイドルグループ・Aphroditeに加入し、真乃想名義で活動。2019年からコンセプトカフェ「Cafe&Bar ぷりん」を渋谷にオープンし、店長を務める。
Aphroditeを脱退後、有末陽菜実と出会い、アイドルユニット・MELTを立ち上げる。2020年11月5日、MELTデビューライブを行う。
2021年2月に『矢口真里の火曜The NIGHT』（ABEMA）に有末と出演し、アダルトビデオ出演についてメディアで初めてカミングアウト。以降、Kカップを武器にグラビアアイドルとしての活動も開始。同年10月に公開されたSmart FLASHのインタビューでは、「あの経験があって今は楽しくアイドルができているので、まぁよかったかなと思っています」と述べている。
2021年4月、週刊ヤングジャンプの「サキドルエース SURVIVAL season11」にエントリーしたほか、2021年10月12日発売の『週刊FLASH』（光文社）で初の単独グラビアを担当。
2022年5月、週刊プレイボーイ編集部主催「週プレ編集者の隠し玉グランプリ」に担当編集筒井推薦としてエントリー。二つ名は「男の夢と希望が詰まったKカップ」。
2023年4月23日、TOKYO GRAVURE IDOL FESTIVALとの連動企画「春のTGIF 週プレ賞 2023」に参加。2022年9月にグループ名をMELTからMELTЯAGEに改名。
2024年2月開催の「TGIF Photo Session 週プレ賞 2024」でベスト30入り。同賞の「編集部注目のツギクルガール16名」に選出される。
2024年12月6日、横浜1000Clubで開催際されたMELTЯAGE LASTLIVE 「ЯeSTART」をもってグループ解散。その後、アイドルグループ「にぃなン」に加入した。

## 人物
胸のサイズは中学生時でEカップ。趣味は飲酒。特技はお菓子作り。

## 出演
- 矢口真里の火曜The NIGHT（2021年2月10日・5月12日、ABEMA）

## 作品

### アダルトビデオ
- 【脱いだらスゴイおっぱいだった】隠れ巨乳の現役着ぐるみ劇団員 池田さおり AVデビュー ナンパJAPAN Vol.29（2015年7月25日、ナンパJAPAN）

### イメージビデオ
- ミルキー・グラマー（2025年7月25日、竹書房）[11]